# Мешков, Виктор Ильич
Виктор Ильич Мешков — советский футболист, нападающий.
Футбольная карьера началась в Москве, в команде «Серп и Молот».
Впоследствии принял приглашение ставропольского «Динамо», в котором отыграл 6 сезонов с 1966 по 1972 года. Сыграл 132 матча в чемпионатах и забил 29 мячей.
В сезоне 1969 года в высшей лиге за «Крылья Советов» провёл 6 матчей и вернулся «Динамо».
Последние годы провёл в «Волга» (Калинин).
Во второй половине июля 1972 года калининская «Волга» под флагом студенческой сборной СССР выступила на чемпионате Европы среди студентов в Румынии. «Волга» попала в группу 1 вместе со сборными Люксембурга, Чехословакии и второй сборной Румынии, сформированной на основе команды «Университатя» Крайова. 19 июля калининцы обыграли Румынию-2 2:1, один гол забил Мешков. 21 июля «Волга» проиграла Чехословакии 1:2. 23 июля сыграла вничью 1:1 со сборной Люксембурга, Мешков забил гол. В 1/4 финала «Волга» проиграла первой сборной Румынии 0:2.